# Dangriga
Koordinaten: 16° 58′ N, 88° 13′ W

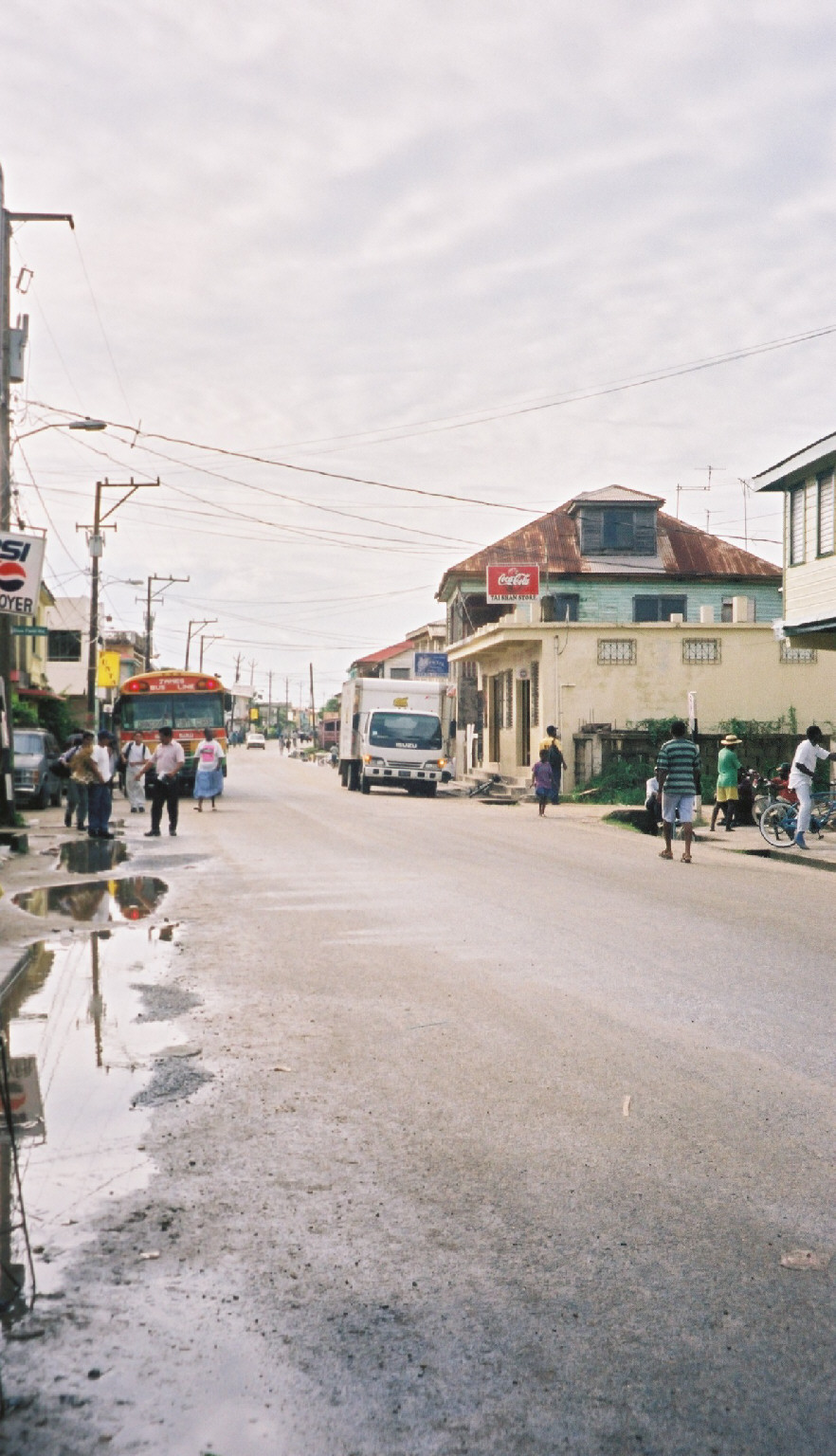
Hauptstraße in Dangriga

Dangriga (ehem. Stann Creek Town, auch Dandriga) ist die Hauptstadt der Provinz Stann Creek in Belize (Mittelamerika). Der Name Dangriga bedeutet im dort gesprochenen Garifuna-Dialekt so viel wie „hier ist das süße Wasser nahe“.
Dangriga hat eine Einwohnerzahl von 10.803 (2021). Die Bevölkerung besteht hauptsächlich aus Garifunas, Kreolen und Mestizen, dazu eine kleinere Gruppe von Kekchí.

## Verkehr
Am Nordrand der Stadt befindet sich der Flugplatz Dangriga.

## Feste
- Garifuna Settlement Day (19. November).

## Söhne und Töchter
- Osmond Peter Martin (1930–2017), Bischof von Belize City-Belmopan
- Theodore Aranda (1934–2022), Politiker
- Sylvia Flores (1950/51–2022), Politikerin
- Pen Cayetano MBE (* 1954), Maler und Musiker
- Lawrence Sydney Nicasio (1956–2024), römisch-katholischer Geistlicher, Bischof von Belize City-Belmopan